# Lox Pratt
Lox Pratt är en brittisk skådespelare. Han kommer att spela rollen som Draco Malfoy i den kommande TV-serien om Harry Potter.

## Filmografi (i urval)
| År   | Titel        | Roll         | Noter            |
| ---- | ------------ | ------------ | ---------------- |
| 2027 | Harry Potter | Draco Malfoy | Under utveckling |